# Csodatölcsérfélék
A csodatölcsérfélék (éjjelnyílók, Nyctaginaceae) a szegfűvirágúak (Caryophyllales) rendjének egyik családja, amit az álkörmösfélék közeli rokonának tekintenek. Közel ötven nemzetségébe mintegy 3000 faj tartozik.
Az APG a családot a valódi kétszikűeken belül a core eudicots kládba sorolja.

## Elterjedésük
Fajai főleg a trópusokon, elsősorban Amerikában terjedtek el.

## Megjelenésük, felépítésük
Sok fajuk fásszárú.
Forrt, tölcséres leplű viráguk alatt csészére emlékeztető murvalevélkör helyezkedik el. Az álkörmösféléktől leveleik átellenes állása és a fellevelekből kialakult, a virágokat körbefogó, színes csalogatószervük különbözteti meg őket.

## Életmódjuk
Sok fajukat madarak porozzák be.

## Felhasználásuk
Több fajuk kerti dísznövény. Közülük a legismertebb a sok színváltozatban elterjedt nagy csodatölcsér (Mirabilis jalapa), amit Gregor Mendel genetikai kísérletei tettek híressé.